# Călărași (Cluj)
Călărași (veraltet Hărastăș; deutsch Waldern, ungarisch Harasztos) ist eine Gemeinde im Kreis Cluj, in der Region Siebenbürgen in Rumänien.

## Geographische Lage

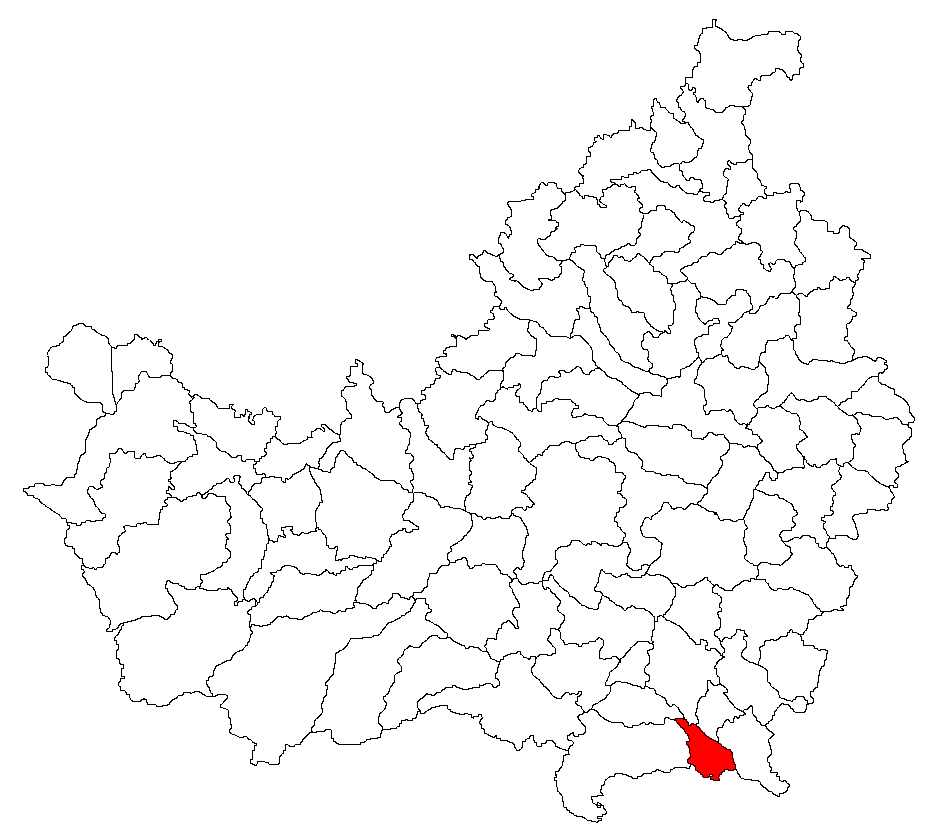
Lage der Gemeinde Călărași im Kreis Cluj

Die Gemeinde Călărași befindet sich im Westen des Siebenbürgischen Beckens im Südosten des Kreises Cluj. Der Ort Călărași liegt am Bach Grindu – ein rechter Zufluss des Mureș – an der Kreisstraße (Drum județean) DJ 161B und der Bahnstrecke Cluj Napoca–Războieni etwa 12 Kilometer südlich von der Stadt Turda (Thorenburg) und der rumänischen Autobahn A3. Die Kreishauptstadt Cluj-Napoca (Klausenburg) befindet sich etwa 45 Kilometer nordwestlich von Călărași entfernt.
In der Nähe des eingemeindeten Dorfes Călărași-Gară befindet sich der Fliegerhorst 71 „General Emanoil Ionescu“ der rumänischen Luftstreitkräfte. 

## Geschichte
Der Ort Călărași wurde erstmals 1291 urkundlich erwähnt. Archäologische Funde auf dem Areal des Ortes konnten nach Angaben von C. Gooss, Grigore Tocilescu und Márton Roska in die späte Bronzezeit datiert werden. Nordwestlich von Călărași befand sich nach Angaben von Gabor Téglás eine Römersiedlung und nach J. M. Ackner, B. Orban und C. Gooss ein Römerweg, der von Apulum nach Potaissa führte.
Im Königreich Ungarn gehörte die heutige Gemeinde dem Stuhlbezirk Felvinc in der Gespanschaft Torda-Aranyos an, anschließend dem historischen Kreis Turda und ab 1950 dem heutigen Kreis Cluj.

## Bevölkerung
Die Bevölkerung der Gemeinde entwickelte sich wie folgt:
| 1850 | 1.389 | 452   | 813   | - | 124           |
| 1941 | 2.043 | 762   | 1.193 | 1 | 87            |
| 1977 | 3.036 | 1.790 | 1.217 | 7 | 22            |
| 2002 | 2.587 | 1.758 | 825   | 1 | 3             |
| 2011 | 2.021 | 1.301 | 659   | - | 61 (8 Roma)   |
| 2021 | 1.883 | 1.239 | 443   | - | 201 (16 Roma) |

Seit 1850 wurde auf dem Gebiet der heutigen Gemeinde die höchste Einwohnerzahl 1977, gleichzeitig die der Rumänen und der Rumäniendeutsche ermittelt. Die höchste Bevölkerungszahl der Magyaren (1265) wurde 1966 und die der Roma (76) 1930 registriert.